# Hornera circumporosa
Hornera circumporosa is een mosdiertjessoort uit de familie van de Horneridae. De wetenschappelijke naam van de soort is voor het eerst geldig gepubliceerd in 1908 door Beutler.